# 李中 (1968年)
李中（1968年10月—），男，汉族，安徽肥东人，中华人民共和国政治人物。

## 生平
1991年加入中国共产党，1992年毕业于安徽师范大学汉语言文学专业（其间于1991年至1992年任安徽省学联主席团执行主席，驻会工作）。毕业后分配至安徽省体委工作。1996年调入安徽省委政策研究室，先后任安徽省委政策研究室三处副主任科员、主任科员，安徽省委政策研究室四处副处长，安徽省委政策研究室办公室副主任。2003年起，先后任安徽省委办公厅综合调研室副主任、主任，秘书室主任，安徽省委常委办公室副主任。
2008年2月，任安徽省委办公厅省委常委办公室主任（副厅级）。2010年4月，任安徽省委政策研究室副主任。2014年12月，任安徽省委副秘书长。2017年11月，任安徽省委副秘书长、省委政策研究室主任。2019年4月，任安徽省国资委党委书记、主任。同时担任安徽省第十三届人民代表大会代表，政协第十二届安徽省委员会委员。
2022年12月，接替孔晓宏出任中共宣城市委书记。2024年5月，升任安徽省人民政府副省长，同年10月，不再兼任宣城市委书记。